# Poręba (Gromadzice)
Poręba – część wsi Gromadzice w Polsce, położona w województwie świętokrzyskim, w powiecie ostrowieckim, w gminie Bodzechów.
W latach 1975–1998 Poręba administracyjnie należała do województwa kieleckiego.